# Pajujärvi (sjö i Lieksa, Norra Karelen)
Pajujärvi är en sjö i kommunen Lieksa i landskapet Norra Karelen i Finland. Sjön ligger 93,8 meter över havet. Den är 11 meter djup. Arean är 1,01 kvadratkilometer och strandlinjen är 5,67 kilometer lång. Sjön  ingår i Vuoksens huvudavrinningsområde.   Den ligger omkring 79 kilometer norr om Joensuu och omkring 430 kilometer nordöst om Helsingfors. 